# Bunkers de Pignerolle
Les bunkers de Pignerolle, situés dans la commune de Saint-Barthélemy-d'Anjou, dans le département français de Maine-et-Loire, sont un ancien site fortifié du mur de l'Atlantique. Labelisé Architecture contemporaine remarquable, ce site est aujourd'hui valorisé et animé par l'Association du Mémorial des bunkers de Pignerolle depuis 2010.

## Historique

### Durant la Seconde Guerre mondiale
À la suite du raid de l'armée britannique sur la Forme Joubert de Saint-Nazaire le 28 mars 1942 plus communément appelé Opération Chariot, le commandant de la Kriegsmarine, Erich Raeder, juge que le risque d'attaque par mer pour certaines unités est élevé et décide de déplacer le centre de commandement ouest des U-boot à Pignerolle pour des raisons stratégique, géographique, et politique.  
Face à cette crainte d'attaque, l'État-major de la Kriegsmarine décide la construction d'un bunker de commandement et de transmission des communications à partir de 1942. Ce dernier est en liaison avec la base de Koralle (Lager Koralle) située en Allemagne à 30 km de Berlin. Ce bunker dit aujourd'hui amiral, est un assemblage de trois bunkers contigus. Concernant son architecture, son toit et ses murs mesurent 3m60 d'épaisseur (les autres bunkers ont des plafonds et des murs de 2m20 d'épaisseur) et couvre au sol une surface de 1 500 m² (soit 400 m² de murs et 1100 m² habitable soit 1 m² par soldat en cas d'attaque). Outre ce bunker, l'Organisation Todt en fit construire 10 autres dans le parc entre 1942 et 1943 par 600 ouvriers et un onzième à l'entrée ouest de Saint-Barthélemy-d'Anjou au lieu-dit de la Reux : il s'agissait des émetteurs (les récepteurs étant situés à Pignerolle et éloignés des émetteurs pour des raisons d'interférence). Parmi les bunkers construits, l'on compte une infirmerie et 3 bunkers à étage. Un tunnel de 116 mètres (mesure de 2019) a également été construit depuis le château vers le bunker amiral ainsi qu'une trentaine de baraquements en béton et en bois servant de lieu de résidence pour la troupe et les sous-officiers, un château d'eau en briques, une station d'épuration des eaux usées ainsi qu'un réseau d'évacuation des eaux usées et pluviales dans les sous-sol du parc. Les allemands y construisirent également une piscine.
Si certain bunkers sont conformes au Regelbau (comme les R621 ou le R504), d'autres n'y sont pas conformes et sont dits : SK (Spezieller Konstruktion) ou construction spéciale (ils sont sans plan). 

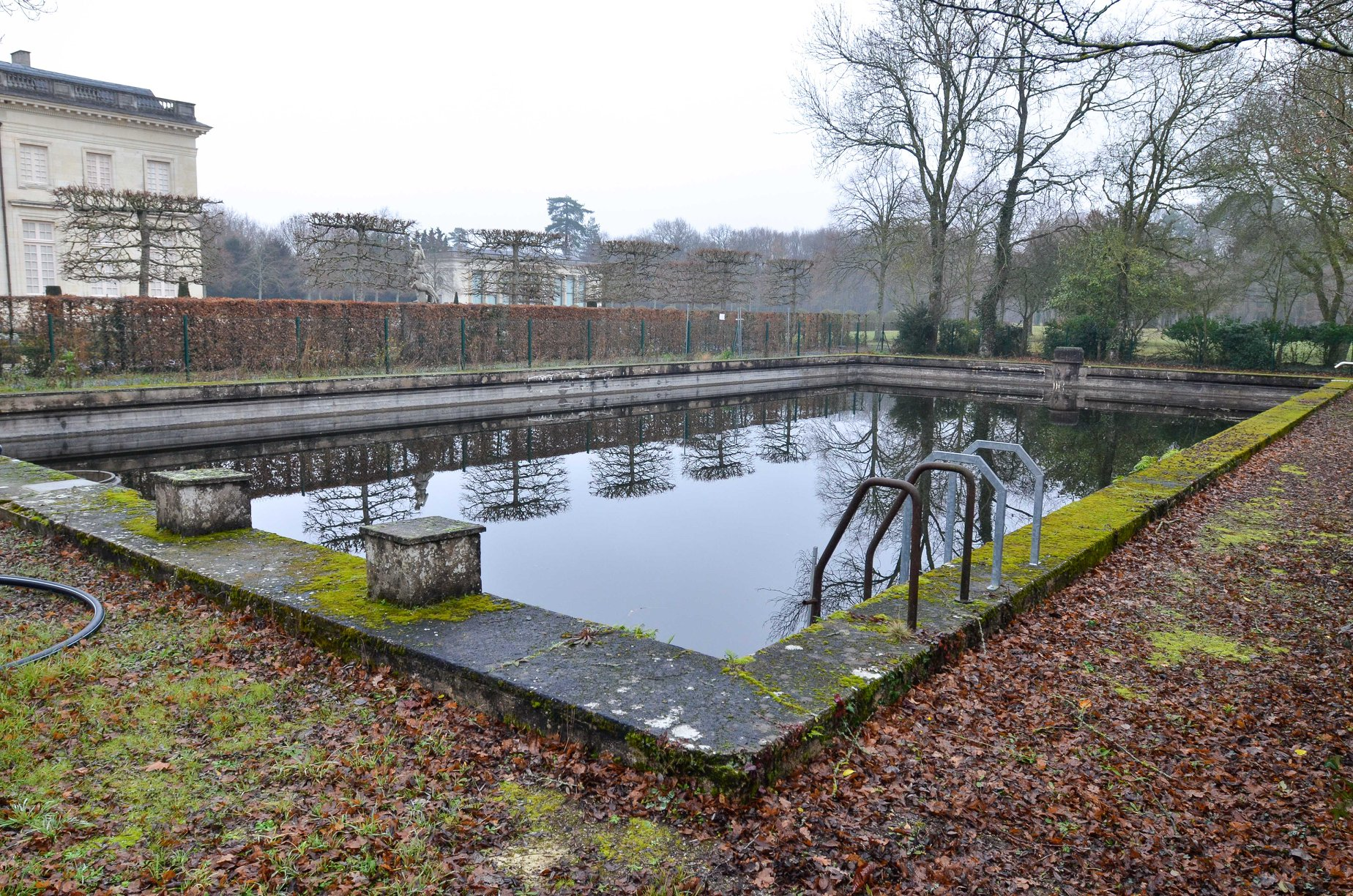
La piscine des officiers construite à partir de 1942.

En juillet 1942, Hans-Rudolf Rösing est nommé FdU West (Führer der Unterseeboote West), Pignerolle devient son quartier général. Il est responsable des huit flottilles engagées dans la bataille de l'Atlantique, et donc d'une grande majorité de toute la flotte de U-boot jusqu'à l'automne 1944. En février 1943, il est promu Fregattenkapitän, et un mois plus tard Kapitän zur See.

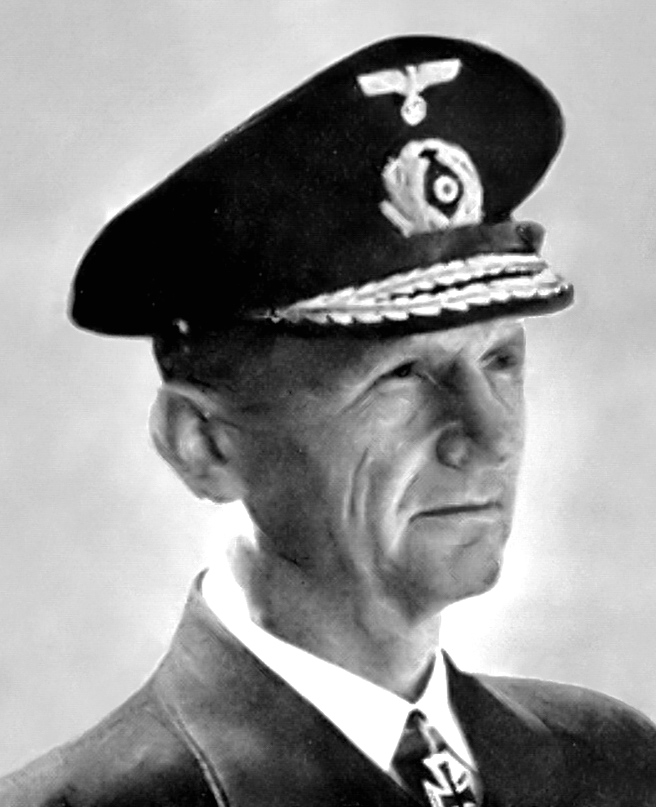
Karl Donitz

Le 30 janvier 1943, Doenitz est nommé Oberbefehlshaber der Kriegsmarine à la place du Grossadmiral Raeder.
Toutes les communications avec les U-Boats dans l'Atlantique sont acheminées depuis Berlin via le centre de commandement et de communication de Pignerolle.
Au plus fort de la guerre au milieu de l'année 1943, 1 000 sous-mariniers allemands passent et résident dans la base de Pignerolle à des fins de repos, de détente et d'entraînement mais également pour des remises de décorations. En cas de raid aérien, les hommes pouvaient s'abriter dans des bunkers anti-aériens et anti gaz avec ou sans étage.

### À la Libération
Face à l'arrivée des troupes américaines, les hommes de la Kriegsmarine partent le 9 août 1944 en mettant le feu à l'équipement dans le bunker principal afin de détruire les preuves et tous les éléments qu'auraient pu utiliser les alliés.
Une partie des soldats allemands présents à Pignerolle ont été envoyés aux Ponts-de-Cé pour résister à l'avancée des troupes américaines.
Nous avons que très peu de preuves d'attaques aériennes sur Pignerolle, possibles en raison de l'importance d'intercepter les messages codés énigmatiques par la machine enigma aux sous-marins qui pourraient être décodés. Néanmoins, plusieurs témoignages de différentes personnes recueillis par l'association du Mémorial des bunkers de Pignerolle font état de la destruction en vol d'un avion allié - qui a fini sa course à la cime d'un arbre - au cours du mois de juin 1944 à l'entrée ouest du parc de Pignerolle.
De même, c'est grâce à l'acte héroïque et citoyen de deux bartholoméens que le site de Pignerolle n'a pas été bombardé à la Libération. En effet, alors que les soldats américain qui libéraient Angers dirigeaient leur canon vers Pignerolle et se préparaient à faire feu, monsieur Delphin Robin, receveur buraliste et ancien conseiller municipal à Saint-Barthélemy-d'Anjou, accompagné d'un de ses amis alla au devant des américains pour leur annoncer que les Allemands avaient quitté les lieux et qu'il n'était donc pas nécessaire de faire feu.

### L'après-guerre: la cité de relogement
Après la Libération, les bunkers du parc de Pignerolle tout comme les baraquements construits par les troupes allemandes, servent de relogements entre 1946 et 1964 pour des habitants d'Angers ou de son agglomération soit en raison des bombardements de la Pentecôte 1944 soit pour des raisons plus personnelles (changement de résidence, familles nombreuses, logements exigus). Il n'existe aujourd'hui plus de trace de cette cité d'habitation à l'exception de baraquements allemands en dur près de l'entrée sud du parc de Pignerolle et qui ont été réutilisés durant cette période.

### La Guerre froide
Durant la Guerre froide, sur proposition de Pierre Messmer, ancien Premier Ministre et ministre des Armées l'État français envisage et entreprend des travaux dans le bunker amiral en vue de le transformer en abri antiatomique NRBC pour le président Charles de Gaulle. Ayant remarqué que la structure n'aurait pas résisté à une attaque nucléaire, les autorités décident d'arrêter les travaux. Certaines sources de presse des années 1960 évoquaient la possibilité d'accueillir au sein du bunker amiral du parc de Pignerolle des œuvres d'art du Musée du Louvre de Paris afin de les protéger.

### Après la Guerre froide
Après la période de Guerre froide, le bunker dit amiral a servi aux hommes Service départemental d'incendie et de secours du Maine-et-Loire en tant que lieu de réunion (un autre des bunkers a servi de lieu d'entrainement au feu).

## Valorisation, préservation et animation
L'Association du Mémorial des bunkers de Pignerolle a pour objectif de préserver, valoriser et animer ce patrimoine historique.
Outre les visites proposées tout au long de l'année le dimanche après-midi, les bunkers sont ouverts chaque année aux Journées européennes du patrimoine.

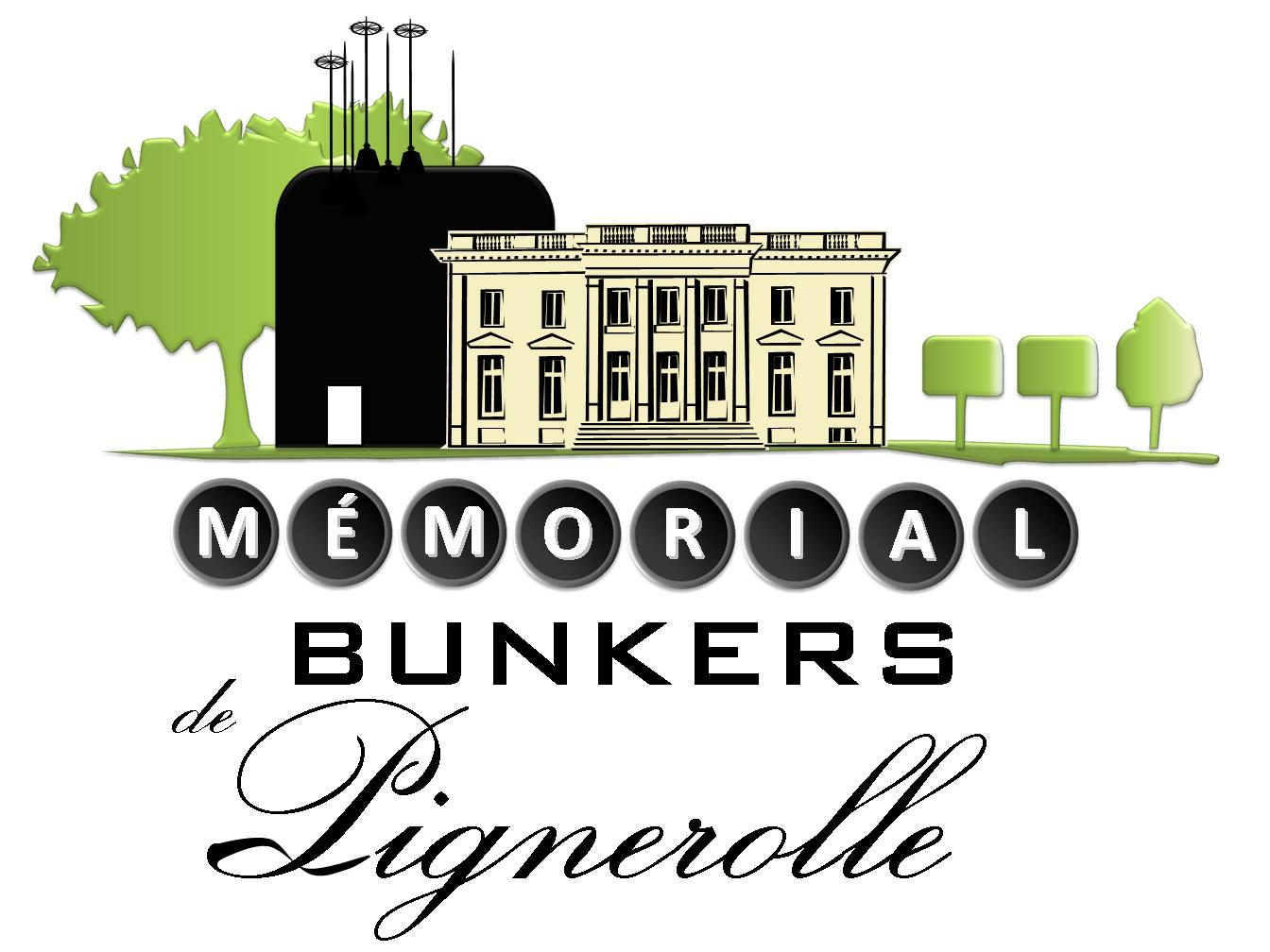
Le logo de l'association du Mémorial des bunkers de Pignerolle depuis 2019

## Labelisation
A l'occasion des 80 ans de la Libération de la France, l'association du Mémorial des bunkers de Pignerolle se voit labélisée pour ses actions par la Mission Libération et le Ministère des Armées. De même, les Journées européennes du patrimoine organisées les 21 et 22 septembre 2024 à Pignerolle sont labélisées. 

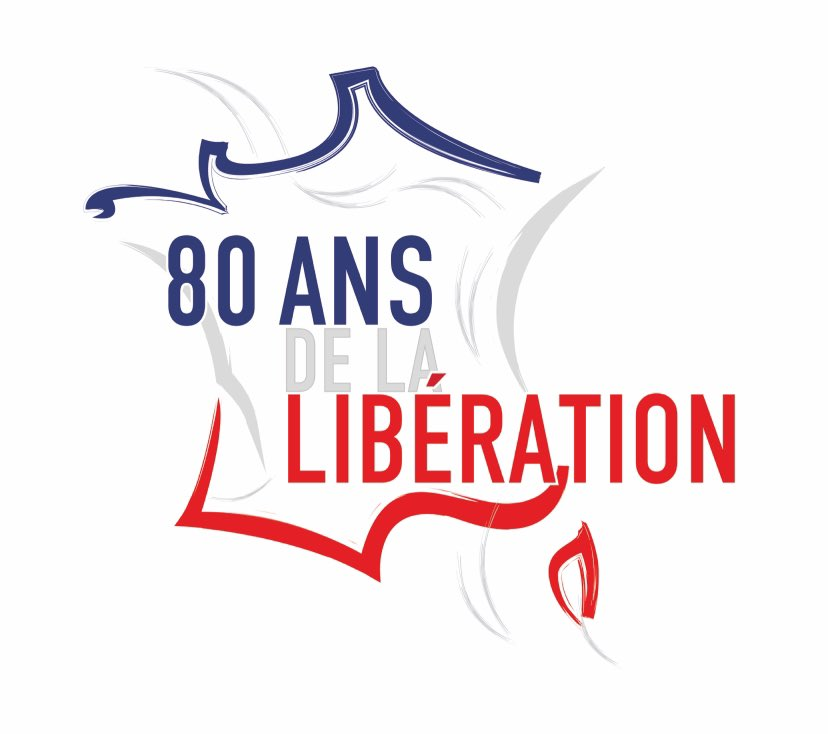
Logo de la Mission Libération marquant la labélisation des projets et actions de l'association du Mémorial des bunkers de Pignerolle